# Muara Pea
Muara Pea is een bestuurslaag in het regentschap Aceh Singkil van de provincie Atjeh, Indonesië. Muara Pea telt 279 inwoners (volkstelling 2010).